# Hans Sivkovich

Hans Sivkovich

Hans Ludwig Friedrich Christian Sivkovich (* 17. Juni 1881 in Wismar; † 9. Dezember 1968 in Berlin) war ein liberaler deutscher Politiker (FVP, DDP).

## Leben und Beruf
Sein Vater war der Klempnermeister Eduard Sivkovich, seine Mutter hieß Emilie Mau. Seine Vorfahren waren zum Teil mecklenburgische Handwerker, zum Teil württembergische Lehrer und Geistliche. Hans Sivkovich, der evangelisch-lutherischen Glaubens war, besuchte von 1890 bis 1899 das Gymnasium der Großen Stadtschule in Wismar. Er studierte nach dem Abitur 1899 bis 1902 in Rostock, Erlangen, Berlin und zuletzt wieder in Rostock Theologie, Philologie, Nationalökonomie und Geschichtswissenschaften. Während seines Studiums schloss er sich dem Theologischen Studentenverein an. 1902/03 leitete er das Alumnat in Güstrow, anschließend war er bis 1905 wissenschaftlicher Hilfslehrer am Realgymnasium Bützow, bevor er für ein Jahr 1905/06 Rektor der Stadtschule Lübz wurde. Von 1906 bis 1918 war er schließlich Oberlehrer am Lehrerseminar in Lübtheen. Dort unterrichtete Sivkovich u. a. den späteren Schriftsteller Friedrich Griese (1890 bis 1975). 1918 wurde er als Lehrer wegen seiner politischen Haltung aus dem Schuldienst entlassen.
Sivkovich heiratete am 22. Oktober 1918 in Berlin Emmi Pöppel, die der evangelischen Kirche angehörte. Sie bekamen drei Kinder, die Tochter Laetitia (* 17. Juni 1922) und die Söhne Stefan (* 18. Juli 1924) und Volker (* 16. November 1929). Die Familie lebte längere Zeit am Kaiserplatz 14 in Berlin–Wilmersdorf.
Sivkovich engagierte sich in der „Gesellschaft für Soziale Reformen“.
Er war lange Zeit publizistisch tätig. Insbesondere zu Kultur- und Bildungspolitik sowie Wirtschaftspolitik verfasste er Aufsätze und Artikel für Tageszeitungen und Zeitschriften.

## Partei und Vereine
Sivkovich gehörte im Kaiserreich der Fortschrittlichen Volkspartei an. 1918 beteiligte er sich an der Gründung der DDP. Dort gehörte er dem geschäftsführenden Landesvorstand an.
1921 bis 1933 war er beim der DDP nahe stehenden Wirtschaftsvereinigung Hansabund für Gewerbe, Handel und Industrie Präsidialdelegierter.
Von 1933 bis 1939 verdiente er sein Einkommen als beratender Volkswirt. Von 1939 bis 1954 war er mit Unterbrechungen an der Lukas-Kirche in Berlin-Steglitz tätig, offenbar als Pfarrer. Nach Aussagen seines Freundes, des jüdischen Journalisten Richard May, war Sivkovich in der Bekennenden Kirche aktiv, wurde von der Gestapo beobachtet und unter Druck gesetzt, so dass er Berlin verlassen musste und eine neue Tätigkeit in der Mark suchte. Zuletzt war er Pfarrer in Prenzlau.
1947 wurde er Mitglied der LDPD in der Sowjetisch besetzten Zone, aus der die gleichnamige Blockpartei der DDR hervorging. 1950 wurde er jedoch Gründungsvorsitzender des Vereins Konservative Gesellschaft und der aus ihr entstandenen Konservativen Partei, die bei den West-Berliner Abgeordnetenhauswahlen und Bezirksverordnetenversammlungswahlen antrat. Von 1952 bis 1955 war er Vorsitzender des Landesverbands Berlin des Gesamtdeutschen Blocks / Bund der Heimatvertriebenen und Entrechteten (BHE).

## Abgeordneter
Von 1912 bis 1918 gehörte Sivkovich dem Reichstag des Kaiserreiches für den Wahlkreis Hagenow-Grevesmühlen an. 1919/20 war er Mitglied der Weimarer Nationalversammlung. Anschließend war er bis Mai 1924 erneut Reichstagsabgeordneter. 1919/20 war er auch Landtagsabgeordneter in Mecklenburg-Schwerin.

## Öffentliche Ämter
Am 8. November 1918 wurde er zusammen mit dem Liberalen Hugo Wendorff als Abgesandter der Reichsregierung nach Schwerin, um zusammen mit den Arbeiter- und Soldatenräten mit Großherzog Friedrich Franz IV. über eine neue Verfassung zu verhandeln. Es wurde eine Regierung aus liberalen und sozialistischen Ministern gebildet, Sivkovich war vom 9. November 1918 bis zum 14. Juli 1920 Staatsminister für geistliche, Unterrichts- und Medizinalangelegenheiten und für Kunst (seit dem 6. Oktober 1919 Staatsminister für Unterricht, Kunst, geistliche- und Medizinalangelegenheiten) in Mecklenburg-Schwerin.